# Tom Pettersson
Tom Peder Pettersson (Trollhättan, 25 marzo 1990) è un calciatore svedese, difensore del Mjällby.

## Carriera

### Club
Pettersson cominciò la carriera con la maglia del Trollhättan. Nel 2012 passò all'Åtvidaberg, formazione per cui debuttò nell'Allsvenskan in data 2 aprile, schierato titolare nella vittoria per 3-4 sul campo dell'Örebro. Il 30 giugno 2012, realizzò la prima rete nella massima divisione svedese: fu autore di un gol nella vittoria per 5-1 sull'Elfsborg.
Nel 2013, passò ai belgi dell'Oud-Heverlee Leuven con la formula del prestito. Esordì nella Division I in data 27 luglio, quando fu titolare nella sconfitta per 1-0 contro il Kortrijk. Il 30 ottobre 2013 trovò la prima rete, nel 2-2 contro il Mons. Rientrato all'Åtvidaberg, giocò lì la stagione 2014.
L'anno successivo approdò al IFK Göteborg, dove rimane due anni partendo spesso dalla panchina. Per giocare di più lasciò il club biancoblu e firmò con l'Östersund a partire dalla stagione 2017.
Scaduto il contratto con i rossoneri svedesi, è approdato nella Major League Soccer a paremetro zero con l'ingaggio da parte dell'FC Cincinnati.
Il 1º agosto 2021 si è trasferito ai norvegesi del Lillestrøm, a cui si è legato fino al 31 dicembre 2022.
Nel gennaio 2023, alla riapertura del mercato, fa ritorno nella massima serie svedese firmando un biennale con il Mjällby.

### Nazionale
Conta 5 presenze per la Svezia under 21, 4 delle quali in partite valide per le qualificazioni al campionato europeo 2013.

## Palmarès

### Club

#### Competizioni nazionali
- Division 1: 1

Trollhättan: 2008
- Coppa di Svezia: 1

IFK Göteborg: 2014-2015